# 徳音寺
徳音寺（とくおんじ）は、長野県木曽郡木曽町日義にある臨済宗妙心寺派の寺院。山号は日照山。木曽七福神霊場(毘沙門天)、中部四十九薬師霊場二十二番。

## 歴史
仁安元年（1166年）、中原兼遠が、宮の原に館を築いて、木曾義仲（源義仲）の元服の引き出物として祝い、館の鬼門に源氏再興の祈願所として、木曽川上流の巴淵に近い山吹山の麓の集落に、真言宗の圓成阿闍梨を開山として柏原寺を建立した。
仁安3年（1168年）義仲は、母の小枝御前が病没したので柏原寺に手厚く葬った。
寿永3年（1184年）1月20日に、粟津の戦いで義仲が戦死すると、大夫房覚明が位牌を納め、山号は朝日将軍（源義仲）から日照山とし、寺号は義仲の法名の「徳音院義山宣公」から徳音寺に改め、開基は朝日将軍木曾義仲宣公大居士とした。
その後、二度の水害を受け、古文書等を含む全てが流出したために、当時のことは不詳で、頗る衰退して無住の状況が続いたとされる。現在は柏原寺開山の圓成の位牌が一基残っているだけである。
天文13年（1544年）に木曽川で大洪水が起きた際に美濃国恵那郡奥渡の押上岩に厨子が漂着した。
厨子には義仲の旗紋があったため義仲の持仏の十一面観音であることが判り、里人が堂を設けて祀ったところ参拝者が後を絶たなかったという。徳音寺の伽藍の一部が洪水で流されたものと考えられる。
現在、この十一面観音は、岐阜県中津川市の高徳寺に祀られている。
その後衰退していたが、天正7年（1579年）、美濃国の梅龍寺七世の大徹法源の法嗣の大安が中興し、臨済宗妙心寺派に改宗して妙心寺の直末となった。
延宝元年（1673年）と正徳4年（1714年）に水害に遭い埋没したため、享保元年（1716年）、現在地に移転し再建した。
元の地は徳音寺集落で、開山の圓成の墓が残っており、地続きの山林は、現在も徳音寺の寺領である。

## 境内

### 鐘楼門
享保8年（1723年）義仲の後裔である木曾義陳の発願により、尾張藩の家老で犬山城主成瀬正幸の母堂が施主となり巾番匠棟梁の藤原朝臣 大和流 狩戸彌兵衛久正が建立したことを示す棟札が残っている。
享保10年（1725年）の秋、尾張藩の附家老で犬山藩主の成瀬正幸の母の寄進により梵鐘が鋳造され設置された。「徳音寺の晩鐘」は「木曾八景」の一つに数えられ、中山道を通行する旅人に親しまれた。
昭和17年(1942年)、太平洋戦争時の金属回収により供出したため失われたが、昭和26年（1951年）に再鋳された。
しかし鐘銘は元のままで、以下のように刻まれている。

### 本堂
寛政5年（1793年）に再建。坪数：七拾坪、間口：十間、奥行：七間。切妻造の本堂の前には、巴御前の騎馬像と、つらぬき石がある。

### 瑠璃堂（御霊屋）
明和3年（1766年）1月に再建。坪数：七坪五合、間口：三間、奥行：ニ間半。本尊は薬師如来。義仲の木像と一族の位牌が安置されている。

### 龍神堂
天保14年（1843年）に再建。坪数：五坪、間口：ニ間、奥行：ニ間半。本尊は善女龍王。

### 庫裡
坪数：八十八坪、間口：十一間、奥行：八間。

### 木曾義仲公霊廟
天明年間（1781年 - 1789年）に建立された入母屋造の霊廟で、義仲一族の位牌が安置されている。
昭和50年（1975年）笹村草家人が作成した義仲像（木曾桧寄木造り等身大）が奉納された。

### 木曾義仲公墓地
義仲を中心に、小枝御前、巴御前、樋口兼光、今井兼平等の一族郎党の墓がある。
明治24年（1891年）、当時、東京帝国大学の学生だった正岡子規は、善光寺詣の後に木曽路を通行して徳音寺に立寄り、義仲の墓を参拝した際に、木曾代官で学者・詩人でもあった山村蘇門の撰文である義仲挙兵の快挙を讃えた「木曾宣公旧里の碑」の拓本を購入したことが「かけはしの記」に記されている。

### 宣公郷土館
昭和43年（1968年）、中興開山である大安の350回忌を記念して建てられた。
樋口兼光、今井兼平、巴御前の直筆の手紙、義仲公の守り本尊である兜観世音菩薩、陣羽織、伝樋口甲、義仲に関する画像、巴御前の長刀、義仲が愛蔵したといわれる品々、宮ノ越宿関連の古文書も展示されている。

## 画像

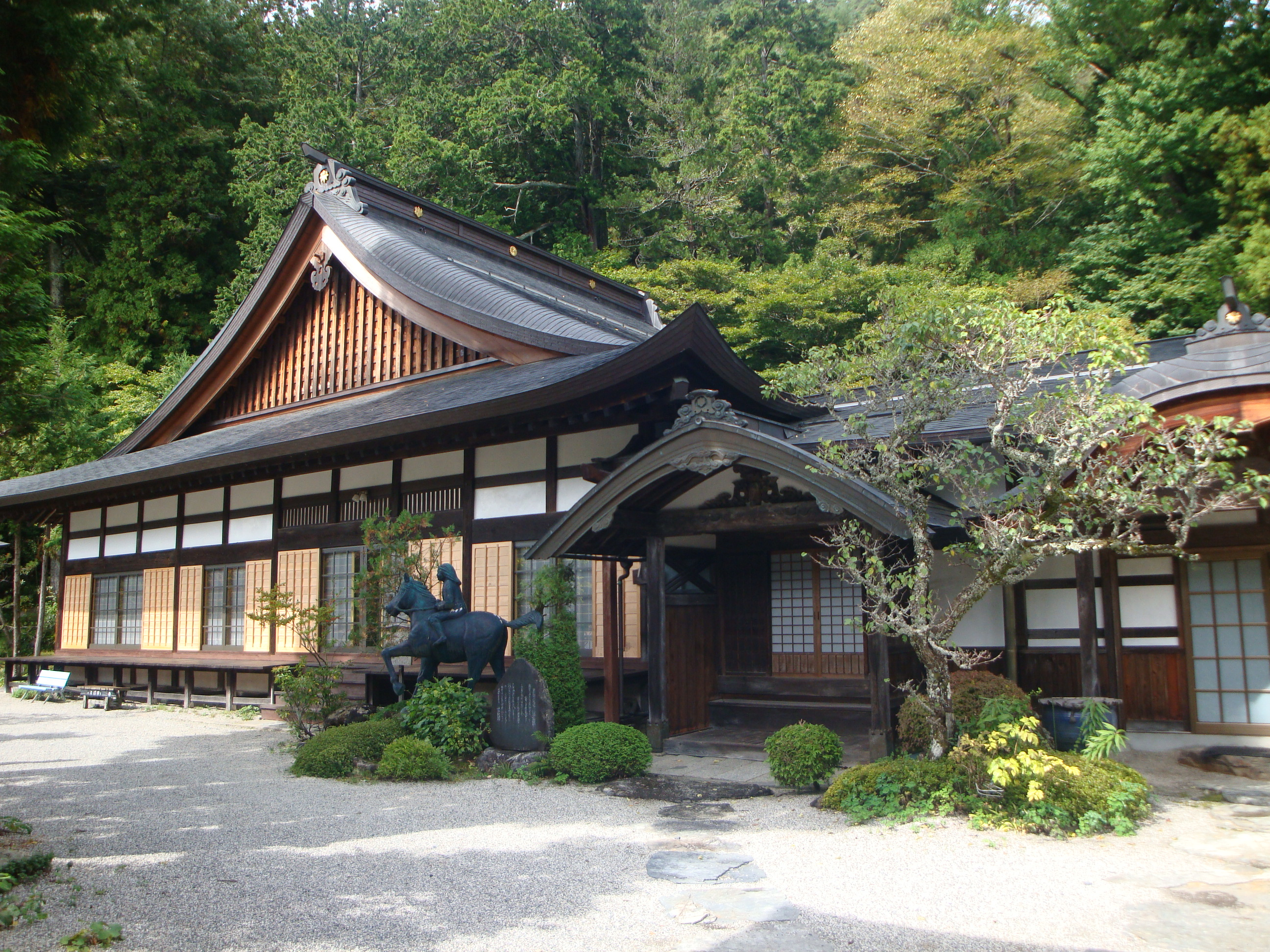
徳音寺 本堂
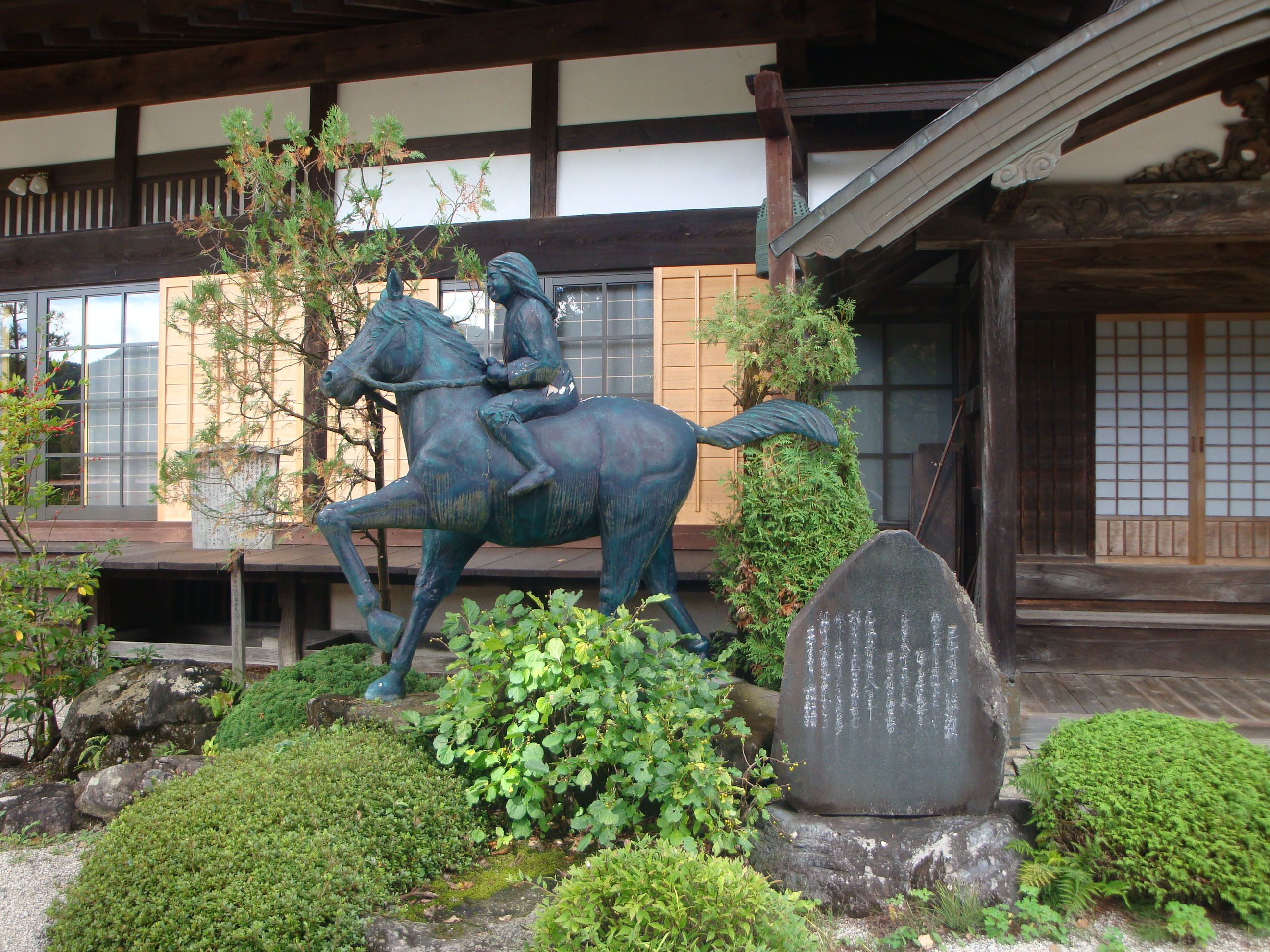
徳音寺 巴御前騎馬像
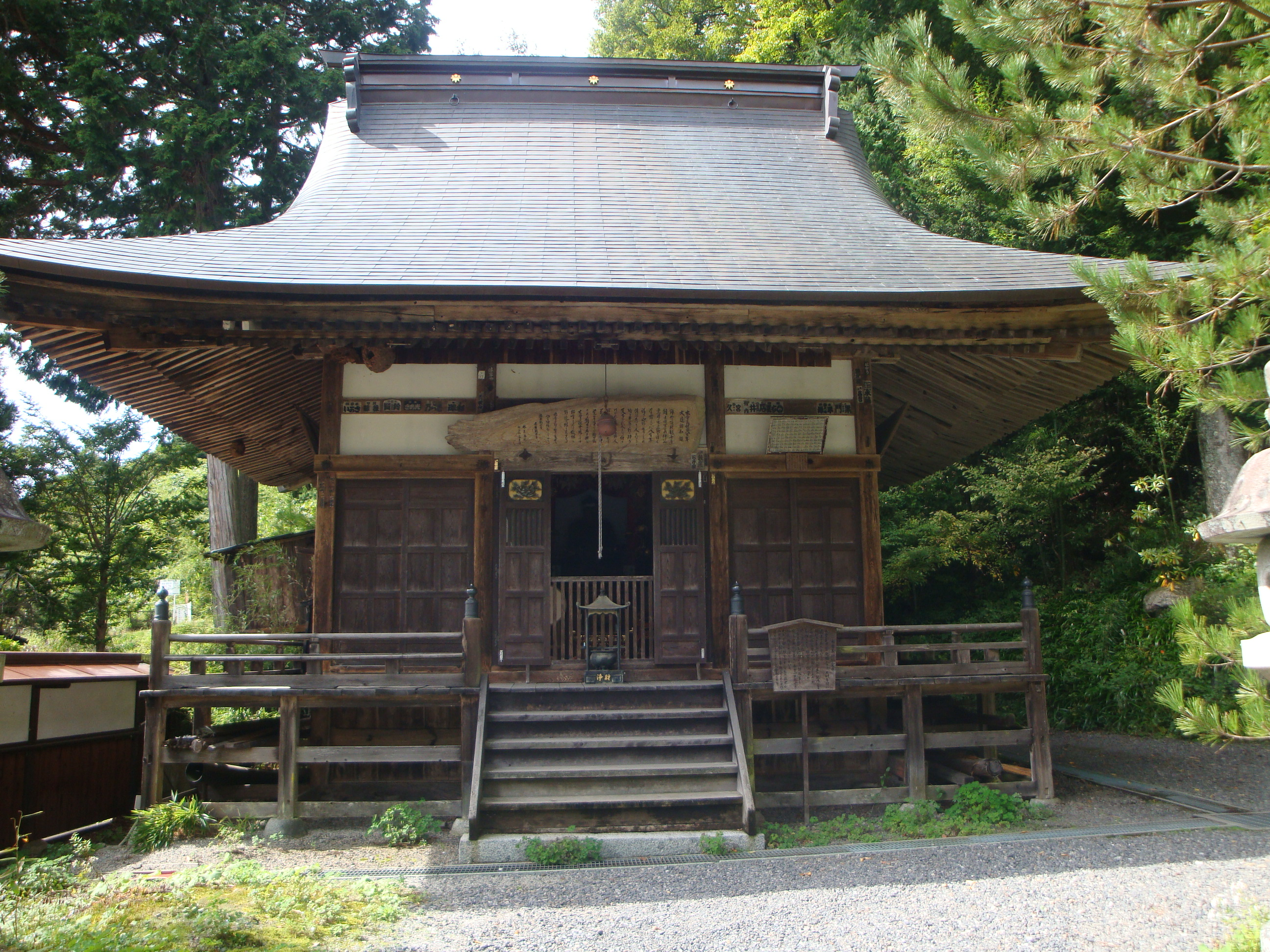
徳音寺 木曽義仲公霊廟
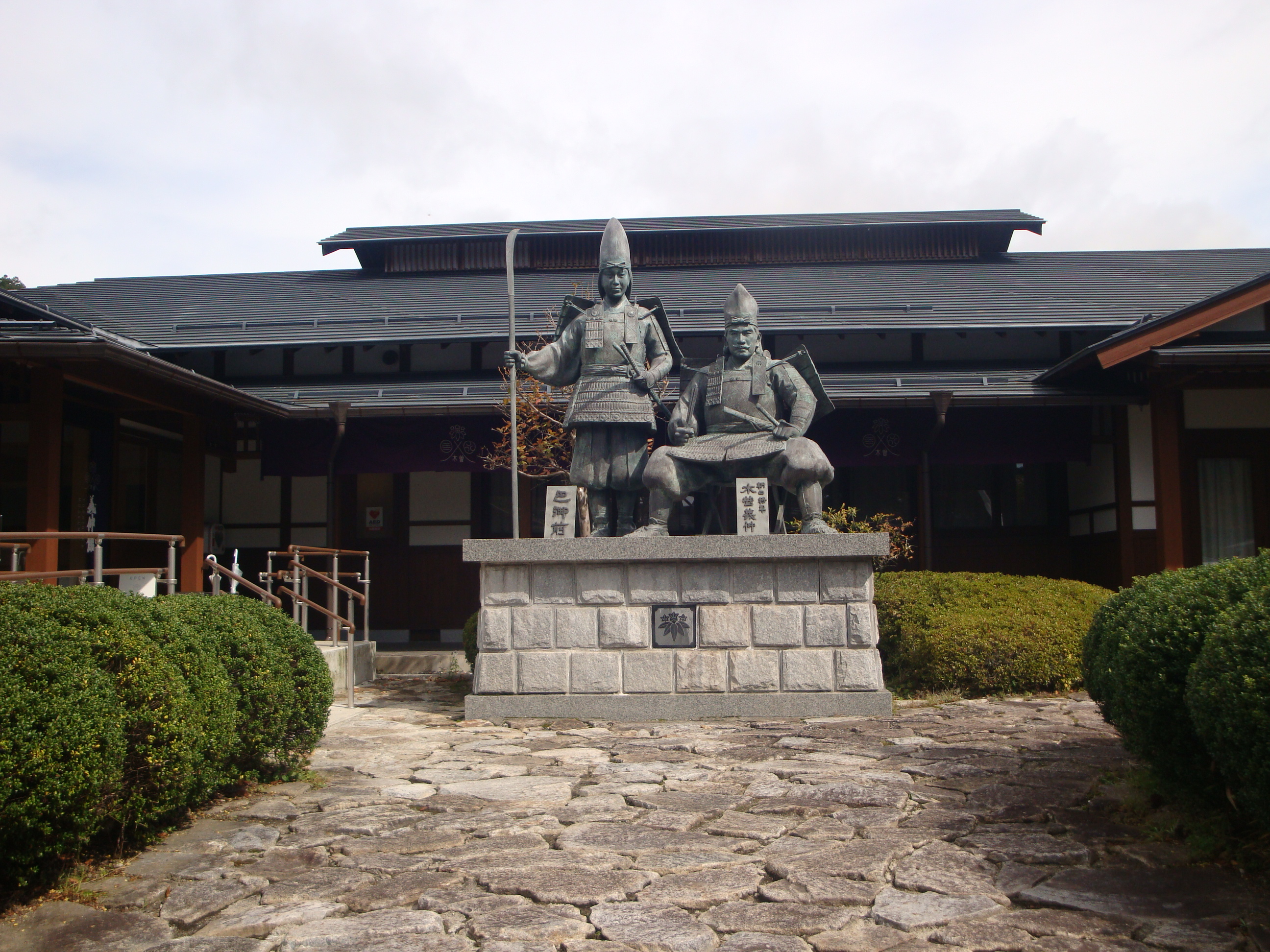
義仲館 木曾義仲と巴御前

## 関連リンク
- 銅造阿弥陀如来立像　長野県木曽町公式サイト
- 徳音寺山門　長野県木曽町公式サイト
- 宣公郷土館　長野県公式観光サイト